# Tantita
La tantita es la forma mineral del óxido de tántalo (V), Ta2O5. Su nombre alude a su elevado contenido en tántalo, cercano al 82%.

## Propiedades
La tantita es un mineral transparente, incoloro —blanco grisáceo con luz reflejada— de brillo adamatino.
Tiene dureza 7 en la escala de Mohs, similar a la del cuarzo, y una densidad de 8,45 g/cm³, siendo este un valor calculado, no experimental.
Es muy soluble en ácido fluorhídrico pero insoluble en ácido clorhídrico.
Asimismo, muestra una débil catodoluminiscencia de color azul.
Cristaliza en el sistema triclínico, clase pedial. El niobio es su impureza más importante, llegando a tener un contenido de Nb2O5 del 1,4% en muestras procedentes de la localidad tipo.

## Morfología y formación
Este mineral óxido se presenta con hábito masivo, como pequeñas vetas y lentículas en microlita; su tamaño es microscópico, no superando los 0,05 mm.
La tantita ha sido encontrada en pegmatitas graníticas que cortan anfibolitas (como en la localidad tipo) y también en una pegmatita muy fraccionada.
Aparece asociada a estibiotantalita, holtita, tantalita-(Mn), wodginita y elbaíta.

## Yacimientos
La localidad tipo de la tantita es el monte Vasin-Myl'k, en la península de Kola (Rusia). Este emplazamiento es también localidad tipo de otros minerales como alumotantita y calciotantita, estrechamente relacionados con la tantita.
Se ha encontrado tantita en la mina Afton (Kamloops, Canadá) y en la pegmatita Animikie Red Ace, la pegmatita más grande y compleja en el área del lago Hoskins, cerca de Fern (Wisconsin, Estados Unidos). Otro depósito de este mineral está en el condado de Coolgardie (Australia Occidental).